# Brian Mascord
Brian Gregory Mascord (ur. 30 stycznia 1959 w Newcastle) – australijski duchowny katolicki, biskup Wollongong od 2018.

## Życiorys

### Prezbiterat
Święcenia kapłańskie przyjął 31 października 1992 i został inkardynowany do diecezji Maitland-Newcastle. Pracował przede wszystkim jako duszpasterz parafialny, był także m.in. dyrektorem kurialnego wydziału ds. powołań oraz wikariuszem generalnym diecezji.

### Episkopat
30 listopada 2017 roku został mianowany przez papieża Franciszka biskupem diecezji Wollongong. Sakry udzielił mu 22 lutego 2018 metropolita Sydney - arcybiskup Anthony Fisher.